# Merlieux-et-Fouquerolles
Merlieux-et-Fouquerolles település Franciaországban, Aisne megyében. Lakosainak száma 255 fő (2022. január 1.). Merlieux-et-Fouquerolles Chaillevois, Chavignon, Montbavin, Pinon, Vaudesson és Anizy-le-Grand községekkel határos.

## Népesség
A település népességének változása:
| Lakosok száma | 127  | 171  | 185  | 258  | 280  | 269  | 259  | 261  | 259  | 255  |
|               | 1968 | 1982 | 1990 | 2006 | 2013 | 2015 | 2017 | 2019 | 2020 | 2022 |